# Villa Malvolti (Carpenedo)
Villa Malvolti, anche conosciuta come villa Combi-Malvolti, è una villa veneta nel comune di Venezia, ubicata nella località di Carpenedo.
Si tratta di un edificio del XVI secolo (1574), appartenuto alla famiglia Priuli (appare in una mappa del 1590), costruito in un'area tradizionalmente agricola, di cui era al centro. È passata, dal 1769 al 1791, al Console austriaco Kekler, o Kekerle (detto Checherle), poi ai conti Combi, ai Missana e, nel 1861, alla famiglia Malvolti, alla quale appartiene fino al 2019.
Ha perso la funzione rurale specie dopo che, la barchessa, nella ristrutturazione degli anni 2000 è stata convertita in appartamenti. Da settembre 2019 è un sito privato, adibito a Casa Vacanze dove si svolgono anche numerosi eventi in collaborazione con associazioni private e il Comune di Venezia.

## Descrizione

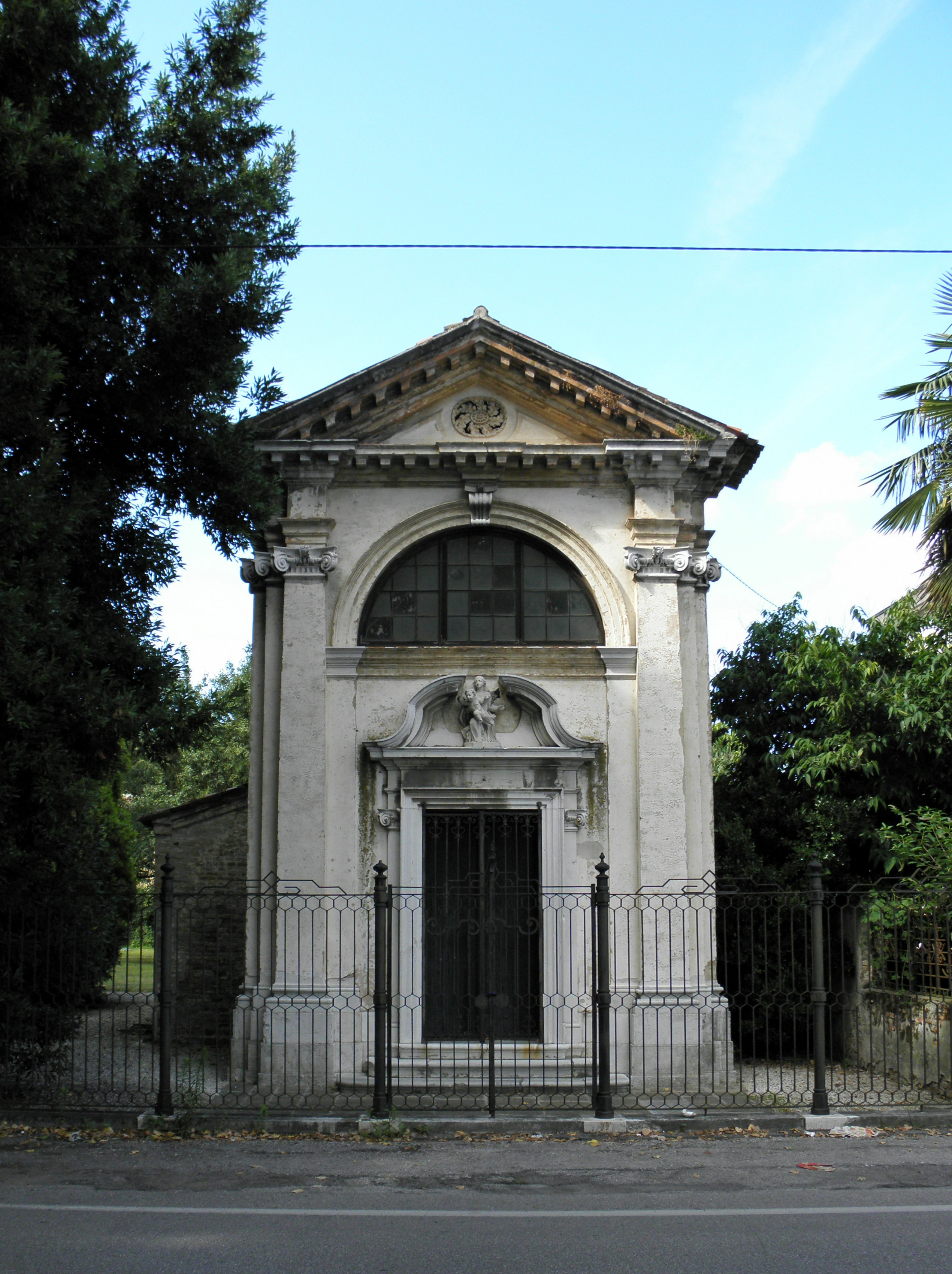
La cappella dedicata a Santa Maria del Rosario

Il complesso consta di numerosi edifici, tra i quali ha maggior rilievo il blocco principale, formato da villa padronale (con un piano terra e un piano nobile, sovrastato da mezzanino e da un timpano ad arco ribassato) e barchessa con portici disposta a L.
L'edificio padronale ha pianta rettangolare ed è rivolto a sud, verso via Trezzo; la sua facciata è simmetrica, con una forometria che mette in evidenza i tre livelli di cui si compone il palazzo. Oltre al portale, al centro del piano terra, ha particolare importanza la monofora del piano nobile, a tutto sesto e balaustrata, differenziandosi dalle altre aperture rettangolari. Al secondo piano, centralmente, è presente uno stemma della famiglia; la sommità è percorsa da un cornicione dentellato. La facciata posteriore, posta a nord, ricalca quella principale posta a sud
Ai lati questo edificio è completato da due ali, più basse di un piano e aperte seguenti lo stesso schema forometrico.
La barchessa si dilunga sul lato est, con una fila di grandi arcate a tutto sesto; l'estremo sud di tale struttura ha annessa una costruzione di tre piani.
Una cappella privata dedicata a Santa Maria del Rosario (rifinita nel 1775 dai conti Combi), con l'abside rivolta verso la barchessa e inserita nel parco antistante la villa, si caratterizzata per la facciata a capanna policroma e terminante in un campanile a vela; ha un portale timpanato e un piccolo rosone.
Due annessi rurali di epoca settecentesca occupano l'area antistante la villa.